# Opramoas
Opramoas aus Rhodiapolis war ein herausragender Wohltäter (Euerget) des 2. Jahrhunderts n. Chr. in Lykien. Bekannt ist er vor allem durch das inschriftlich überlieferte Ehrendossier, das an drei Außenwänden seines Heroons angebracht war (Tituli Asiae Minoris (TAM) II 905). Es enthält rund 70 Einzeldokumente aus der Zeit der Kaiser Trajan bis Antoninus Pius.

## Biographie
Als eine der ersten Stationen seiner Karriere lässt sich die Archiphylakie in traianischer Zeit fassen. Sein Vater Apollonios II. tritt in dieser frühen Phase noch als Unterstützer seiner Söhne bei der Übernahme von Ämtern im lykischen Bund in Erscheinung. Einer seiner Brüder, Apollonios III., war – wie in der späten Regierungszeit Hadrians auch Opramoas – in dieser Zeit lykischer Bundespriester und erhielt unter Hadrian möglicherweise das römische Bürgerrecht, das sich für Opramoas nicht nachweisen lässt.
Opramoas engagierte sich nicht nur in seiner Heimatstadt, sondern übernahm Ämter und Funktionen in zahlreichen lykischen Städten und betätigte sich dort als Wohltäter in Form von Bau- und Agonstiftungen, durch Geldspenden oder die Austragung von Gladiatorenkämpfen oder Tierhetzen. In Rhodiapolis stiftete er zwei Tempel. In Myra und Patara übernahm er jeweils Agonothesien, in Korydalla, der Heimatstadt seiner Mutter Aglais alias Aristokila, war er dreimal Gymnasiarch.
Eine herausragende Rolle kam Opramoas nach dem schweren Erdbeben in Lykien des Jahres 141 n. Chr. zu, da er sich maßgeblich an der Wiedererrichtung und Renovierung von Gebäuden in lykischen Städten einbrachte. Namentlich bekannt sind seine Hilfen für Limyra, Nisa, Myra, Pinara, Kadyanda, Telmessos, Xanthos, Kalynda, Balbura, Krya, Choma, Kyaneai, Arneai, Arykanda, Gagai, Olympos, Akalissos, Bubon, Symbra, Podalia, Phellos, Antiphellos, Phaselis, Aperlai und Sidyma. In Korydalla unterstützte er die Getreideverteilung.
Eine Vielzahl lykischer Städte und der lykische Bund ehrten Opramoas im Laufe seines Lebens wegen seines Engagement. Zeugen dieser Ehrungen sind noch heute Ehreninschriften in den Städten Tlos, im Letoon von Xanthos, in Phaselis und Myra. In dem Ehrendossier rühmt sich Opramoas dafür, die Kosten für die damit verbundenen, heute nicht mehr erhaltenen Statuen selbst übernommen zu haben. Gegen Ehrungen zum Jahr der Bundespriesterschaft des Opramoas machte der Statthalter Cornelius Proculus Einwände geltend, die erst durch ein Einwirken der Xanthier auf den neuen Kaiser Antoninus Pius überwunden werden konnten.

## Das Heroon und seine Inschrift

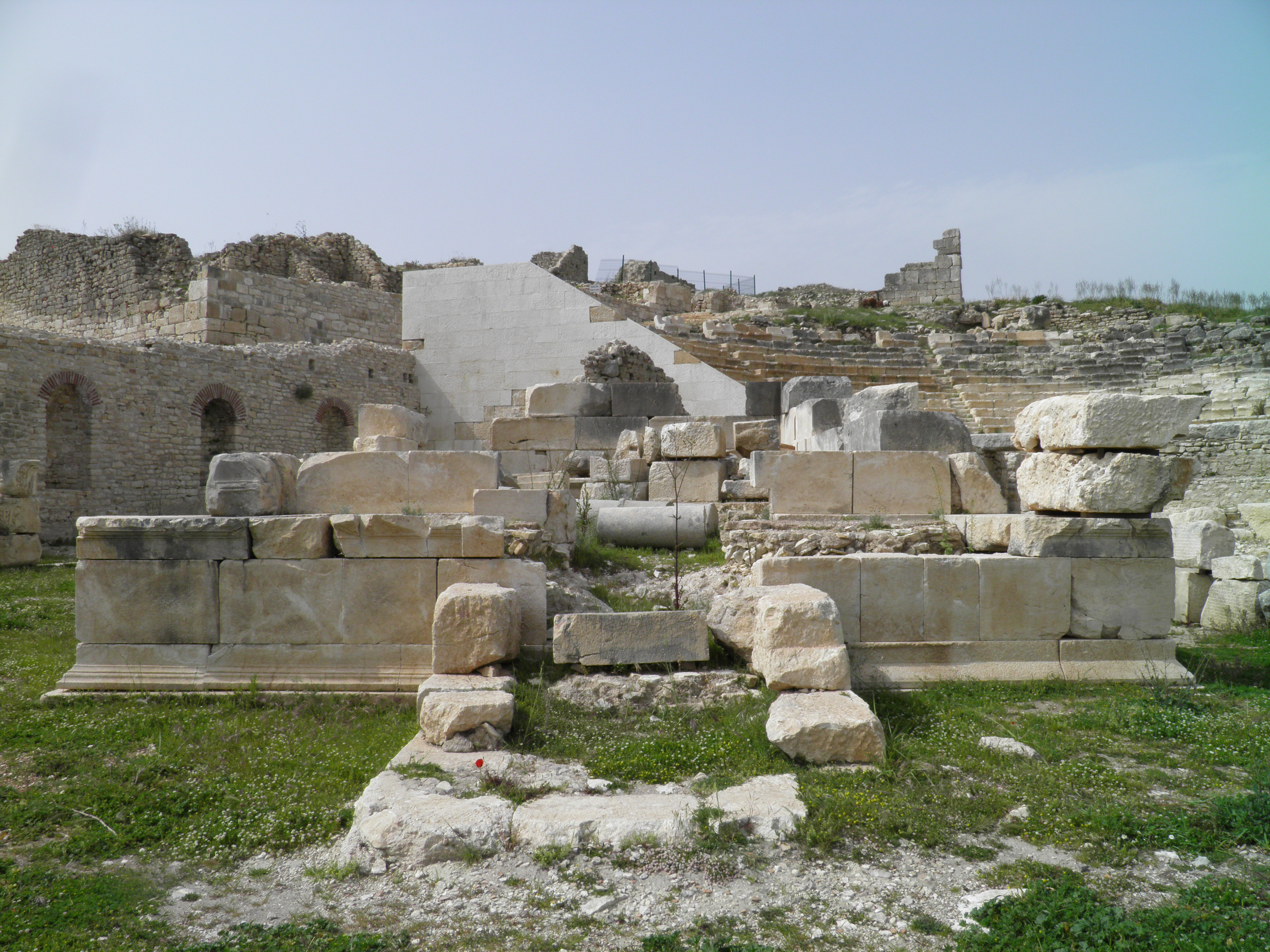
Heroon des Opramaos (vor der Restaurierung)

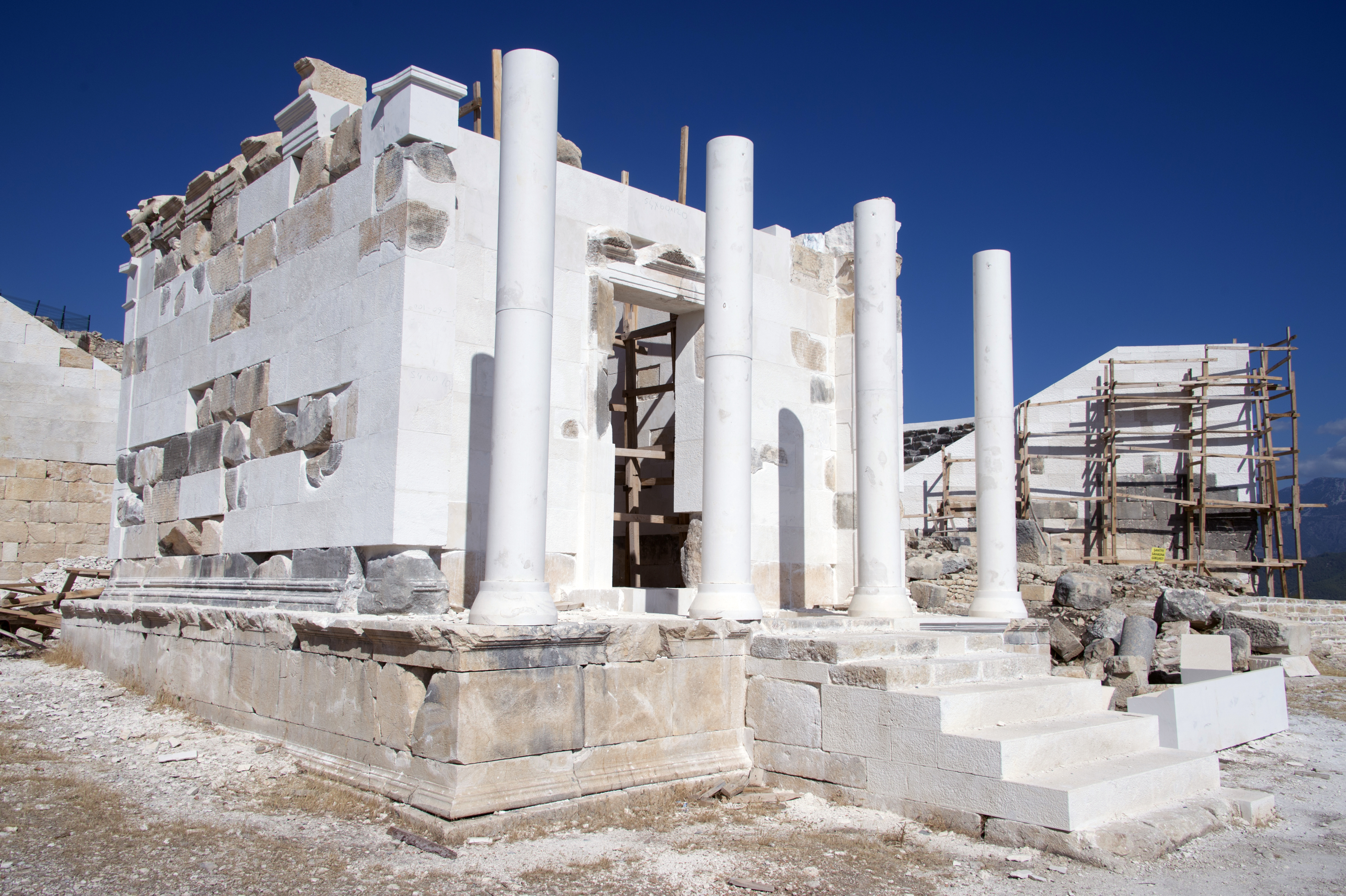
Heroon des Opramaos (nach der Restaurierung)

In der Nähe des Theaters von Rhodiapolis befinden sich hinter dem Bühnengebäude die Ruinen eines Heroons, das die englischen Forschungsreisenden Thomas A. B. Spratt und Edward Forbes 1842 wiederentdeckten. Es handelt sich um ein Gebäude mit einer Grundfläche von 8 × 7 m, das vermutlich als Grabmal für Opramoas diente und wegen seiner herausragenden Verdienste um Rhodiapolis und Lykien als Heroon bezeichnet wird.
Das umfangreiche Ehrendossier war auf Kalksteinblöcken aufgezeichnet, von denen bei der Wiederentdeckung der Ruinen nur noch ein kleiner Teil am Gebäude selbst erhalten war. Die meisten Inschriftenblöcke konnten jedoch zwischen 1882 und 1894 in Versturzlage gefunden werden, so dass es gelang, die Inschrift zu rekonstruieren. Durch die Unbeständigkeit des Kalksteins hat die Inschrift seit der Wiederentdeckung sehr gelitten, da die Blöcke nach dem Auffinden ungeschützt im Freien verblieben. Heute sind deshalb nur noch wenige Blöcke und Fragmente erhalten, die am Ort in Rhodiapolis zu sehen sind.
Für die altertumswissenschaftliche Forschung liegt der Wert der griechischen Inschrift unter anderem in dem detaillierten Einblick in das Funktionieren des lykischen Bundes und in Kommunikationsprozesse zwischen den einzelnen lykischen Städten, dem lykischen Bund und der römischen Provinzialverwaltung sowie in der Rekonstruktion von Chronologien nach lykischen Bundespriestern. Das Dossier enthält auch Briefe, die der Kaiser Antoninus Pius direkt an den lykischen Bund gerichtet hat. Es handelt sich um eine der längsten erhaltenen antiken Inschriften.

## Rezeption
Die belgisch-französische Schriftstellerin Marguerite Yourcenar weist Opramoas in ihrem 1953 auf Deutsch erschienenen Roman Ich zähmte die Wölfin. Die Erinnerungen des Kaisers Hadrian (franz. Originalausgabe: Mémoires d’Hadrien, Paris 1951) eine Nebenrolle zu.